# Casma (tỉnh)
Tỉnh Casma (tiếng Tây Ban Nha: Provincia de Casma) là một tỉnh thuộc vùng Ancash của Peru. Tỉnh Casma có diện tích 2261 km², dân số thời điểm theo điều tra dân số ngày 11 tháng 7 năm 1993 là 35380 người. Tỉnh lỵ đóng ở Casma.